# دانيال كومين
دانيال كومين (بالإنجليزية: Daniel Komen) (ولد في 17 ماي 1976) هو عداء كيني، وهو صاحب الرقم القياسي العالمي لمسافة 3000 متر بزمن قدره 7:20.67 منذ 1996 .

## روابط خارجية
- دانيال كومين على موقع الاتحاد الدولي لألعاب القوى (الإنجليزية)
- دانيال كومين على موقع رابطة إحصائيات سباق الطريق (الإنجليزية)
- دانيال كومين على موقع اتحاد ألعاب الكومنولث (مؤرشف) (الإنجليزية)